# 山口健 (作家)
山口 健（やまぐち たけし、1956年 - ）は日本の小説家。

## プロフィール
1956年、静岡県三島市生まれ。地元の小学校、中学校で野球に熱中する。
千葉大学教育学部を卒業後千葉県内の高校教諭として24年間勤務。その間、ソフトボール部顧問として5回、全国大会に導く。
2004年、病気治療のため退職。その後、適応指導教室の指導員として不登校児童、生徒の教育に携わる。現在は、治療を施しながら、執筆活動を続けている。
2007年、『水湧き出づる町で』で伊豆文学賞佳作（伊野里健名義）。
2013年、『東雲白むまで』で銀華文学賞歴史小説賞奨励賞（伊野里健名義）。

## 主な著書
- バック しまっていこうぜ！フォレストノベルズ（合同フォレスト、2014年）[3]